# 유성 경구개 내파음
유성 경구개 내파음(有聲硬口蓋內破音)은 자음의 하나로 경구개에서 조음되는 유성 내파음이다.
일부 구어에서 사용되는 일종의 자음 소리이다. 이 소리를 나타내는 국제 음성 문자의 기호는 ⟨ʄ⟩이고 이에 해당하는 X-SAMPA 기호는 J\_<이다. 인쇄상 IPA 기호는 점 없는 소문자 j에 가로 획(유성 구개 정지 기호)과 오른쪽 갈고리(내파의 분음 기호)가 있다. 매우 비슷하게 보이는 문자 ⟨ƒ⟩(꼬리가 있는 ⟨f⟩)는 Ewe에서 /ɸ/에 사용된다.

## 예시
- 스와힐리어: j에서 이 소리가 난다.
- 신드어: ڄ에서 이 소리가 난다.

## 같이 보기
- 무성 경구개 내파음